# Обера
Обера́ (гуар. Oberá, дословно на языке гуарани — сияние) — вождь поселения близ Асунсьона и религиозный проповедник-пророк (шаман-пахе) у индейских племён гуарани (на территории современного Парагвая), чья проповедь 1570-х годов подготовила антиколониальное восстание 1579 года, подавленное испанцами.
В проповедях Оберы, объявившего себя «младшим братом Христа», переплетались элементы христианской доктрины и языческих верований. В них он
призывал коренных жителей к восстанию против испанских захватчиков и системы энкомьенды. Собрав своих людей и жителей трёх крупных близлежащих деревень, отправился к Паране, чтобы заключить больше союзов для успешной атаки на Асунсьон. Движение последователей Оберы переросло в открытое восстание — гуарани брались за оружие везде, кроме Вильяррики. По воспоминаниям, «не осталось ни одного индейца в энкомьендах, соглашавшегося дальше служить испанцам». 
На перехват восставших аделантадо Рио-де-Ла-Платы Хуан де Гарай отправил небольшую группу из 130 хорошо вооружённых солдат, разгромивших войска вождя Тапуй-Гуасу, беспечно пошедшие в бой без луков и стрел. Это поражение заставило многих усомниться в сверхестественных способностях Оберы. Однако его последователи соорудили форт, в котором три тысячи воинов подготовились к схватке с испанцами. Впрочем, успех им тоже не сопутствовал. Обера бежал с поля боя, что деморализовало гуарани, и о нём больше никогда не слышали.